# Terence Koh

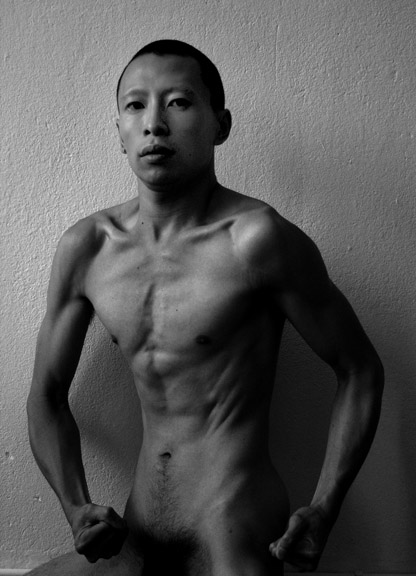
Terence Koh.

Terence Koh (nacido en Pekín, China, en 1977). Criado en Vancouver, Columbia Británica, vive Nueva York. Es un artista sino-canadiense graduado en el Emily Carr Institute of Art and Design de Vancouver. Artista polémico y provocador ha alcanzado el éxito en sus últimos años con sus trabajos profundos e inquietantes.

## Obra
Terence Koh trabaja en múltiples formatos y materiales, hace libros a mano, revistas, pinturas y dibujos, fotografías, esculturas, performances, e instalaciones únicas. 
La obra de Koh ha sido expuesta en galerías y museos internacionales:
- Museo de Arte moderno , MuHKA Museum  en Amberes
- Secesión de Viena  en Austria,
- Whitney Museum of American Art  en Nueva York
- Kunsthalle Zürich  en Suiza
- The Royal Academy  en Londres.

Su obra ha sido adquirida por famosas colecciones de particulares y museos, entre otros:
- Saatchi Gallery
- The Judith Rothschild Foundation .

Su representante es Peres Projects  ubicado en Los Ángeles, California y Berlín.